# Vižinada
Vižinada (italienisch Visinada) ist eine Gemeinde in der Gespanschaft Istrien in Kroatien.
Die Gemeinde Vižinada besteht aus 27 Siedlungen mit insgesamt 1142 Einwohnern (gemäß Volkszählung 2021). Das eigentliche Dorf Vižinada zählte 269 Einwohner.

## Siedlungen
Die Gemeinde Vižinada besteht aus folgenden 27 Siedlungen (kroatisch naselje):
Bajkini (Baichini), Baldaši (Baldassi), Brig (Monteritossa), Bukori (Bucori), Crklada (Cerclada o. Cerolada), Čuki (Montepilato), Danci (Facchinetti), Ferenci (Ferenzi), Filipi (Filippi), Grubići (Grubissi), Jadruhi (Iadrucchi), Lašići (Lassici), Markovići (Marcovici), Mastelići (Mastellici), Mekiši kod Vižinade (Mechissi), Nardući (Narducci), Ohnići (Ochinici), Piškovica (Pescovizza), Staniši (Stanissi), Trombal (Trombal), Velići (Velli), Vižinada (Visinada), Vranići kod Vižinade (Vranici), Vranje Selo (Vragnasella o. Vernisello), Vrbani (Zermani), Vrh Lašići (Monte Lassici) und Žudetići (Zudetti).

## Geschichte
Bereits in der Antike befand sich unterhalb des heutigen Vižinada im Mirna-Tal die Siedlung Ružar, welche vermutlich bis zum 15. Jahrhundert besiedelt war, bevor sich deren Bewohner in Vižinada niederließen. Vižinada selbst wurde erstmals im Jahr 1177 in einer Urkunde des Bischofs von Poreč erwähnt. Seine Gründung liegt jedoch noch weitere Jahrzehnte zurück.
Vižinada fiel im Jahr 1523 unter die Herrschaft der Venezianer und wurde von der Familie Grimani bis zum Zerfall des venezianischen Reichs gegen Ende des 18. Jahrhunderts beherrscht und verwaltet.

## Sehenswürdigkeiten

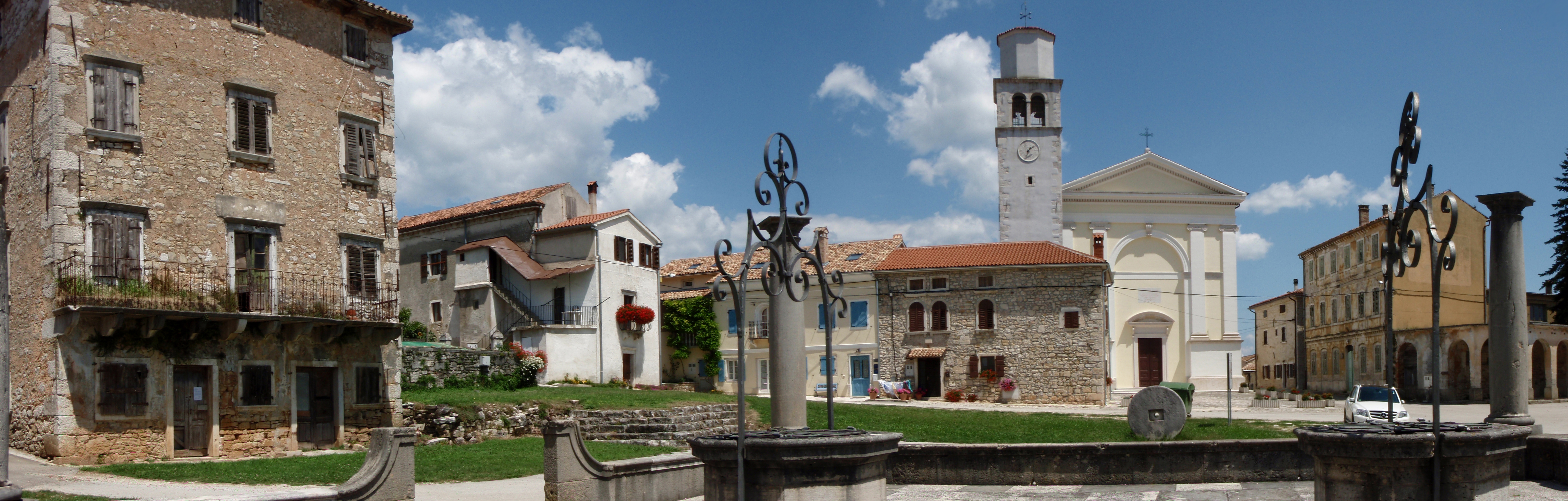
Ansicht von Vižinada

Im 11. Jahrhundert wurde auf dem westlich von Vižinada gelegenen Božje-Feld, dem heutigen Friedhof, erstmals eine Kirche erbaut. Im Jahre 1119 haben dort die Templer ein Kloster gegründet. Bis zur gewaltsamen Auflösung des Templer-Ordens zu Beginn des 14. Jahrhunderts war das Kloster das Zentrum der Tempelritter Istriens. Danach wurde das Kloster vom Malteserorden und im Jahre 1526 von Franziskanern des Dritten Ordens übernommen. Die heute noch bestehende Kirche der Seligen Jungfrau Maria stammt etwa aus dem 15. Jahrhundert. In der Malerei der Decke im Altarraum, wie auch dem größeren Teil der Wände, sind Evangelisten-Symbole, Engel und die Apostel dargestellt. An der Fassade oberhalb des Kirchentors befindet sich ein steinerner Kopf, der angeblich Attila, den König der Hunnen, darstellt.
Der Ortskern wird von der 1837 umgebauten Hieronymus-Kirche (Župna crkva Sv. Jeronima) aus dem 16. Jahrhundert und dem im 17. Jahrhundert errichteten 25 Meter hohen, freistehenden Glockenturm geprägt. Auf dem Hochaltar stehen zwei Marmorstatuen des Heiligen Hieronymus und Heiligen Barnabas. Das Marienbild hinter dem Altar wurde von Zorzi Ventura gefertigt.
Im westlichen Ortsteil steht die Kirche des Heiligen Barnabas (Crkva Sv. Barnabe), ein Sakralbau aus dem 13. Jahrhundert mit Fresken aus der Mitte des 15. Jahrhunderts. Dies  wurden zu Beginn des 18. Jahrhunderts überputzt und erst bei Restaurierungsarbeiten vor einigen Jahrzehnten freigelegt.
Im östlichen Ortsteil steht die Kirche des Heiligen Johannes des Täufers (Crkva Sv. Ivana Krstitelja), erbaut im Jahr 1579 (und nicht, wie beim Tor vermerkt, im Jahr 1593).
Die Kirche des Heiligen Rochus (Crkva Sv. Roka), erbaut 1593 und 1989 restauriert, steht an der ehemaligen Bahnstrecke der Parenza-Eisenbahn.

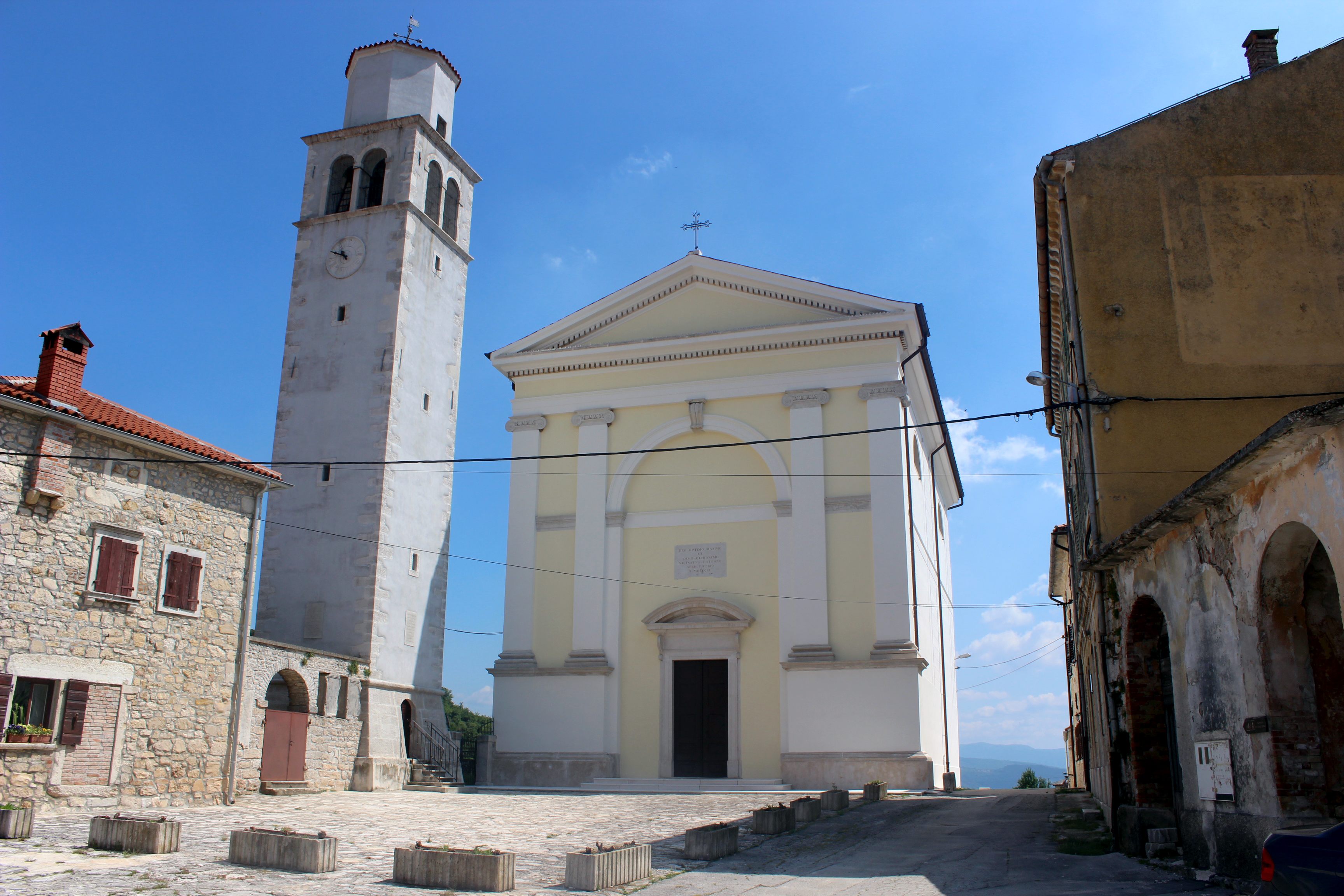
Pfarrkirche des Heiligen Hieronymus
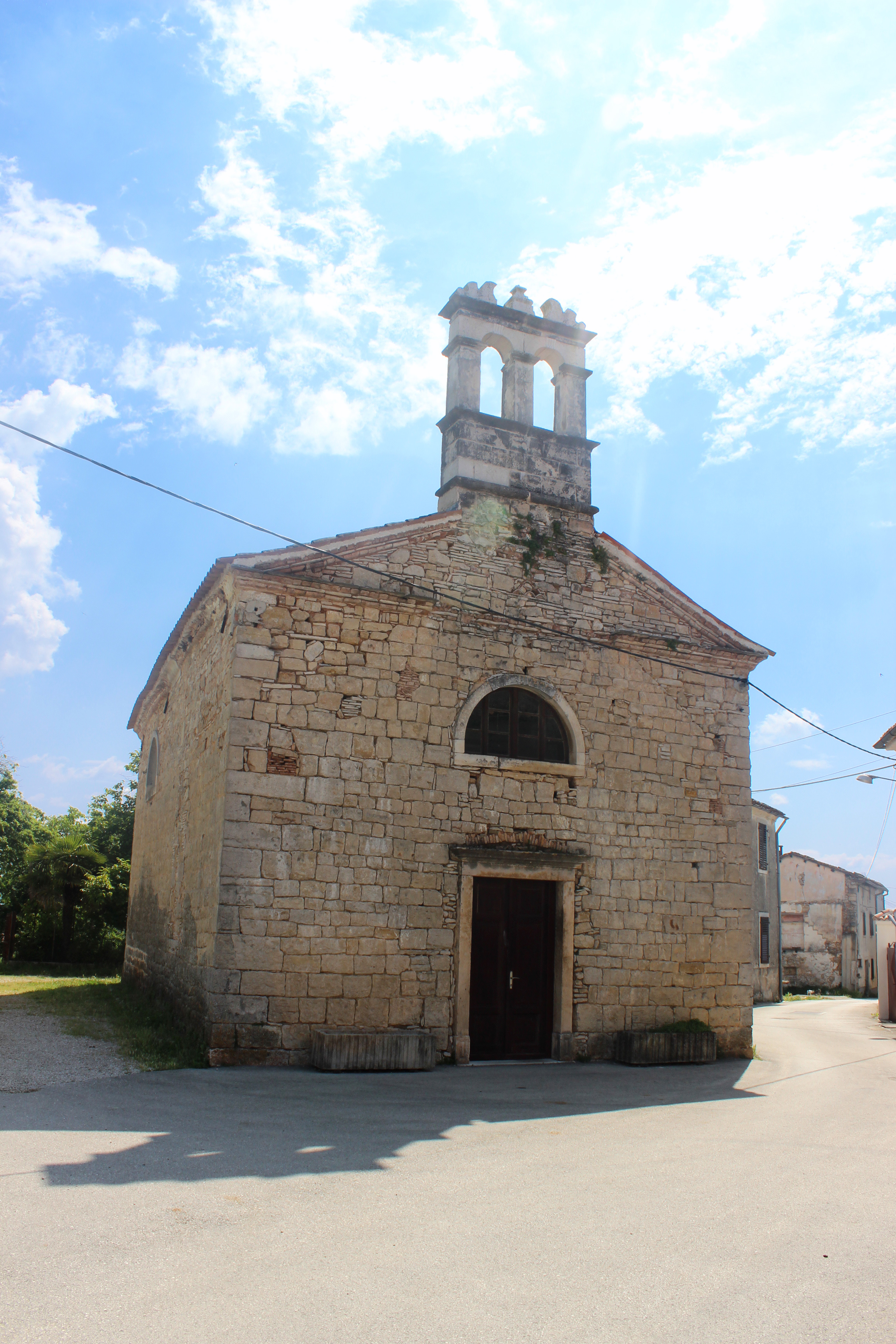
Kirche des Heiligen Barnabas

## Trivia
In Vižinada wurden die Hauptszenen des US-amerikanischen Kriegsfilms Stoßtrupp Gold (Originaltitel: Kelly’s Heroes) aus dem Jahr 1970 gedreht. Im Film wird der Ort Clermont genannt, wobei er den ostfranzösischen Ort Clermont-en-Argonne im Département Meuse in der Region Lothringen darstellen soll. In diesem wurde jedoch keine einzige Szene gedreht.

## Persönlichkeiten
- Carlotta Grisi (1819–1899), Ballerina und Tänzerin